# Differenze tra spagnolo e portoghese
Il portoghese e lo spagnolo sono due lingue strettamente imparentate, a tal punto da godere l'uno nei confronti dell'altro di un alto tasso di mutua intelligibilità, ma anche divise da profonde differenze, tali da mettere in difficoltà il parlante di una delle due che intenda imparare l'altra.
Entrambe fanno parte del gruppo di lingue neolatine detto lingue ibero-romanze, che include inoltre un insieme di dialetti con pochi parlanti che per ragioni storiche e culturali sono considerati lingue separate, ma che si sono altamente comprensibili l'uno all'altro.

## La pronuncia
Le maggiori differenze risiedono nella pronuncia e le due lingue scritte sono spesso molto più intercomprensibili di quelle orali. Come esempio si possono paragonare due frasi, entrambe traduzioni letterali del proverbio italiano «a buon intenditor, poche parole»:
- a buen entendedor pocas palabras bastan (in spagnolo castigliano [a ˈβwen entendeˈðor ˈpokas paˈlaβɾas ˈbastan])
- a bom entendedor, poucas palavras bastam, (in portoghese brasiliano [a ˈbõw ĩtẽdeˈdoʁ ˈpoːkɐs pɐˈlavɾɐz ˈbastɐ̃w] e in portoghese europeo [p(ə)ɾə ˈβõ ẽtẽdɨˈðoɾ ˈpo(w)kəʃ pəˈlavɾəʒ ˈβaʃtə̃w]).

La pronuncia, come si può notare dalla trascrizione fonetica, è radicalmente diversa.
La questione è inoltre ancora più spinosa se si tiene conto delle differenze tra il parlato portoghese-brasiliano e quello europeo, così come tra lo spagnolo latino-americano e quello iberico.

## Comparazione lessicale
Nonostante le differenze di pronuncia, spagnolo e portoghese sono i due idiomi più imparentati di tutta la famiglia linguistica delle lingue romanze. Nei due testi seguenti si evidenzia la sostanziale somiglianza lessicale tra le due lingue, che differiscono solo per quanto riguarda l'ordine delle parole:
- Pero, a pesar de esta variedad de posibilidades que la voz posee, sería un muy pobre instrumento de comunicación si no contara más que con ella. La capacidad de expresión del hombre no dispondría de más medios que la de los animales. La voz, sola, es para el hombre apenas una materia informe, que para convertirse en un instrumento perfecto de comunicación debe ser sometida a un cierto tratamiento. Esa manipulación que recibe la voz son las "articulaciones".
- Porém, apesar desta variedade de possibilidades que a voz possui, seria um instrumento de comunicação muito pobre se não se contasse com mais do que ela. A capacidade de expressão do homem não disporia de mais meios que a dos animais. A voz, sozinha, é para o homem apenas uma matéria informe, que para se converter num instrumento perfeito de comunicação deve ser submetida a um certo tratamento. Essa manipulação que a voz recebe são as "articulações".

Alcune parole comuni sono comunque abbastanza differenti, ad esempio:

## I giorni della settimana
A differenza delle altre lingue romanze, il moderno portoghese non adotta il sistema planetario di denominazione dei giorni della settimana dal lunedì al venerdì. Esso difatti fa uso del sistema di denominazione dei giorni tipico del latino ecclesiastico, che li enumera dal secondo al sesto. La parola feira (dal latino feria) si riferisce alle celebrazioni giornaliere del culto romano cattolico; tale sostantivo è imparentato con feira, ovvero 'fiera' o 'mercato', così come con férias 'vacation' e feriado ovvero l'italiano 'vacanza'. In spagnolo tutti i giorni sono di genere maschile; in portoghese, i primi cinque giorni della settimana sono femminili, mentre sábado e domingo sono maschili.
| Spagnolo                                                         | Portoghese                                                       | Italiano  |
| ---------------------------------------------------------------- | ---------------------------------------------------------------- | --------- |
| lunes (dal latino Dies Lunae 'Il giorno della luna')             | segunda-feira ('seconda feria')                                  | Lunedì    |
| martes (dal latino Dies Martis, 'Il giorno di Marte')            | terça-feira ('terza feria')                                      | Martedì   |
| miércoles (dal latino Dies Mercurii, 'Il giorno di Mercurio')    | quarta-feira ('quarta feria')                                    | Mercoledì |
| jueves ( dal latino Dies Iovis, 'Il giorno di Giove')            | quinta-feira ('quinta feria}')                                   | Giovedì   |
| viernes (dal latino Dies Veneris, 'Il giorno di Venere ')        | sexta-feira ('sesta feria')                                      | Venerdì   |
| sábado (dal tardo latino Sabbatum, 'Sabbath')                    | sábado (dal tardo latino Sabbatum, 'Sabbath')                    | Sabato    |
| domingo (dal tardo latino Dies Dominica 'Il giorno del Signore') | domingo (dal tardo latino Dies Dominica 'Il giorno del Signore') | Domenica  |

Da notare che la forma terça-feira (dal latino ecclesiastico tertia feria), differisce dal numerale ordinale portoghese 'terza', traducibili con 'terceira'.
Inoltre, nell'uso attuale del portoghese, la parola "feria" è spesso omessa:
Vou visitar-te na segunda. (portoghese europeo)
Vou te visitar na segunda. (portoghese brasiliano)
'Ti verrò a trovare lunedì.'

## L'influenza dell'arabo
L'influenza dell'arabo ha giocato un ruolo determinante nel processo di emancipazione dal latino dello spagnolo, avendo esso tratto molto del proprio vocabolario dalla lingua araba. Cosa che invece, per ragioni storiche e sociali, è avvenuta in misura molto minore nel portoghese. E così ci troviamo di fronte al caso di parole spagnole di derivazione etimologica araba il quale corrispondente in portoghese è invece derivato dal latino o celta, come nell'esempio seguente: sp. albañil, port. pedreiro, 'muratore'; sp. alcalde, port. presidente da câmara (portoghese lusitano), prefeito (Brasile), 'sindaco'; Sp. olla, Port. panela, 'Pentola'; Sp. alfil (in arabo "l'elefante"), Port. bispo (in latino episcopus, "vescovo"), 'alfiere negli scacchi', sp. rincón, Port. canto, 'angolo'. In altri casi, una parola spagnola derivante dall'arabo può avere un sinonimo di derivazione latina meno usato e molto simile all'equivalente portoghese.